# The Attitude Song
The Attitude Song é uma canção de rock instrumental do guitarrista estadunidense Steve Vai, sendo a 6a faixa do seu álbum de estréia Flex-Able, de 1984. Além desta versão em estúdio, a música esta presente nos álbuns ao vivo, G3: Live in Concert, de 1997, Live at the Astoria, London, de 2003 - esta versão conta com a participação do guitarrista Eric Sardinas), Sound Theories (participação da Netherlands Metropole Orchestra), e Where the Wild Things Are. 
É ainda uma das 100 canções presentes num pacote de download do jogo eletrônico Rock Band.
The Attitude Song foi também a primeira canção a receber um artigo da revista Guitar Player Magazine, em 1984.
Em 2018, a canção apareceu na 10a posição da lista "The 10 Coolest Guitar Instrumentals of All Time", elaborada pela revista Guitar World. Ao justificar sua escoha, a revista diz: "Esta faixa-assinatura do mestre místico da guitarra atinge o equilíbrio perfeito da técnica surpreendente e da integridade composicional".

## Prêmios e Indicações
| Ano  | Prêmio        | Indicação                               | Resultado | Observação                                                                       | Ref.        |
| ---- | ------------- | --------------------------------------- | --------- | -------------------------------------------------------------------------------- | ----------- |
| 2008 | Grammy Awards | Melhor Performance de Rock Instrumental | Indicado  | A versão indicada foi a orquestrada, presente no álbum Sound Theories Vol. 1 e 2 | [ 5 ] [ 6 ] |